# Brasserie de Bellevaux
Brasserie de Bellevaux is een Belgische familiale huisbrouwerij gelegen in het Luikse dorp Bellevaux, onderdeel van Bellevaux-Ligneuville, een deelgemeente van Malmedy in de Oostkantons.

## Achtergrond
Brasserie de Bellevaux werd opgestart in 2006 door de Nederlanders Carla en Wil Schuwer-Berghuis en zoon Tom. Wil Schuwer was lange tijd apotheker, maar werd op latere leeftijd bierbrouwer. De brouwerij serveert sinds 2007 bier en streekgerechten op afspraak in de 'verbruiksruimte', een volledig verbouwde boerderij met terras en kinderspeeltuin.
In 2011 zond de NCRV in het programma Altijd Wat een reportage uit over Brasserie de Bellevaux.
De bieren zijn op verschillende plaatsen verkrijgbaar, zowel in Wallonië als in Vlaanderen.

## Bieren
- Framboise - 5,0%
- Black - 6,3%
- Blanche - 4,8%
- Blonde - 7,0%
- Brune - 6,8%
- Malmedy Triple - 9,0%